# Halowe Mistrzostwa Świata w Lekkoatletyce 1987 – bieg na 800 m mężczyzn
Bieg na 800 metrów mężczyzn – jedna z konkurencji biegowych rozgrywanych podczas halowych mistrzostw świata w  hali Hoosier Dome w Indianapolis. Eliminacje zostały rozegrane 6 marca, a bieg finałowy 8 marca 1987. Zwyciężył reprezentant Brazylii José Luíz Barbosa. Tytułu zdobytego na światowych igrzyskach halowych w 1985 nie bronił Colomán Trabado z Hiszpanii.

## Rezultaty

### Eliminacje
Rozegrano 3 biegi eliminacyjne, do których przystąpiło 24 biegaczy. Awans do finału dawało zajęcie jednego z pierwszych dwóch miejsc w swoim biegu (Q). Skład finału uzupełniło dwóch zawodników z najlepszym czasem wśród przegranych (q).
Opracowano na podstawie materiału źródłowego.

#### Bieg 1
| Miejsce | Zawodnik          | Czas    | Uwagi       |
| ------- | ----------------- | ------- | ----------- |
| 1       | Babacar Niang     | 1:50,71 | Q           |
| 2       | Dieudonné Kwizera | 1:50,74 | Q           |
| 3       | Gert Kilbert      | 1:51,13 |             |
| 4       | Tapfumaneyi Jonga | 1:51,27 | [ 1 ] [ 2 ] |
| 5       | Pablo Squella     | 1:51,57 |             |
| 6       | Edwin Koech       | 1:54,94 |             |
| 7       | Alberto López     | 1:56,75 | [ 1 ] [ 2 ] |
| –       | Agberto Guimarães | DNS     |             |

#### Bieg 2
| Miejsce | Zawodnik          | Czas    | Uwagi       |
| ------- | ----------------- | ------- | ----------- |
| 1       | Rob Druppers      | 1:49,61 | Q           |
| 2       | José Luíz Barbosa | 1:50,01 | Q           |
| 3       | Ray Brown         | 1:50,13 |             |
| 4       | Said M'hand       | 1:50,38 |             |
| 5       | Tony Morrell      | 1:50,39 |             |
| 6       | Martin Enholm     | 1:50,91 |             |
| 7       | Dale Jones        | 1:54,56 | [ 1 ] [ 2 ] |
| 8       | Porfirio Méndez   | 1:56,87 | [ 1 ] [ 2 ] |

#### Bieg 3
| Miejsce | Zawodnik           | Czas    | Uwagi       |
| ------- | ------------------ | ------- | ----------- |
| 1       | Stanley Redwine    | 1:49,11 | Q           |
| 2       | Faouzi Lahbi       | 1:49,13 | Q           |
| 3       | Władimir Graudyń   | 1:49,34 | q           |
| 4       | Slobodan Popović   | 1:49,94 | q           |
| 5       | Mauricio Hernández | 1:50,85 | [ 1 ] [ 2 ] |
| 6       | Luis Migueles      | 1:51,03 |             |
| 7       | Joseph Chesire     | 1:51,34 |             |
| 8       | Najim Al-Sowailem  | 1:54,72 | [ 1 ] [ 2 ] |
| 9       | Ian Morris         | 2:03,02 |             |

### Finał
Opracowano na podstawie materiału źródłowego.
| Miejsce | Zawodnik          | Czas    | Uwagi       |
| ------- | ----------------- | ------- | ----------- |
| 1       | José Luíz Barbosa | 1:47,49 | [ 3 ] [ 4 ] |
| 2       | Władimir Graudyń  | 1:47,68 |             |
| 3       | Faouzi Lahbi      | 1:47,79 |             |
| 4       | Stanley Redwine   | 1:47,81 |             |
| 5       | Dieudonné Kwizera | 1:47,87 | [ 3 ] [ 4 ] |
| 6       | Slobodan Popović  | 1:48,07 |             |
| 7       | Babacar Niang     | 1:48,33 | [ 3 ] [ 4 ] |
| 8       | Rob Druppers      | 1:48,89 |             |